# 클라리사 워드

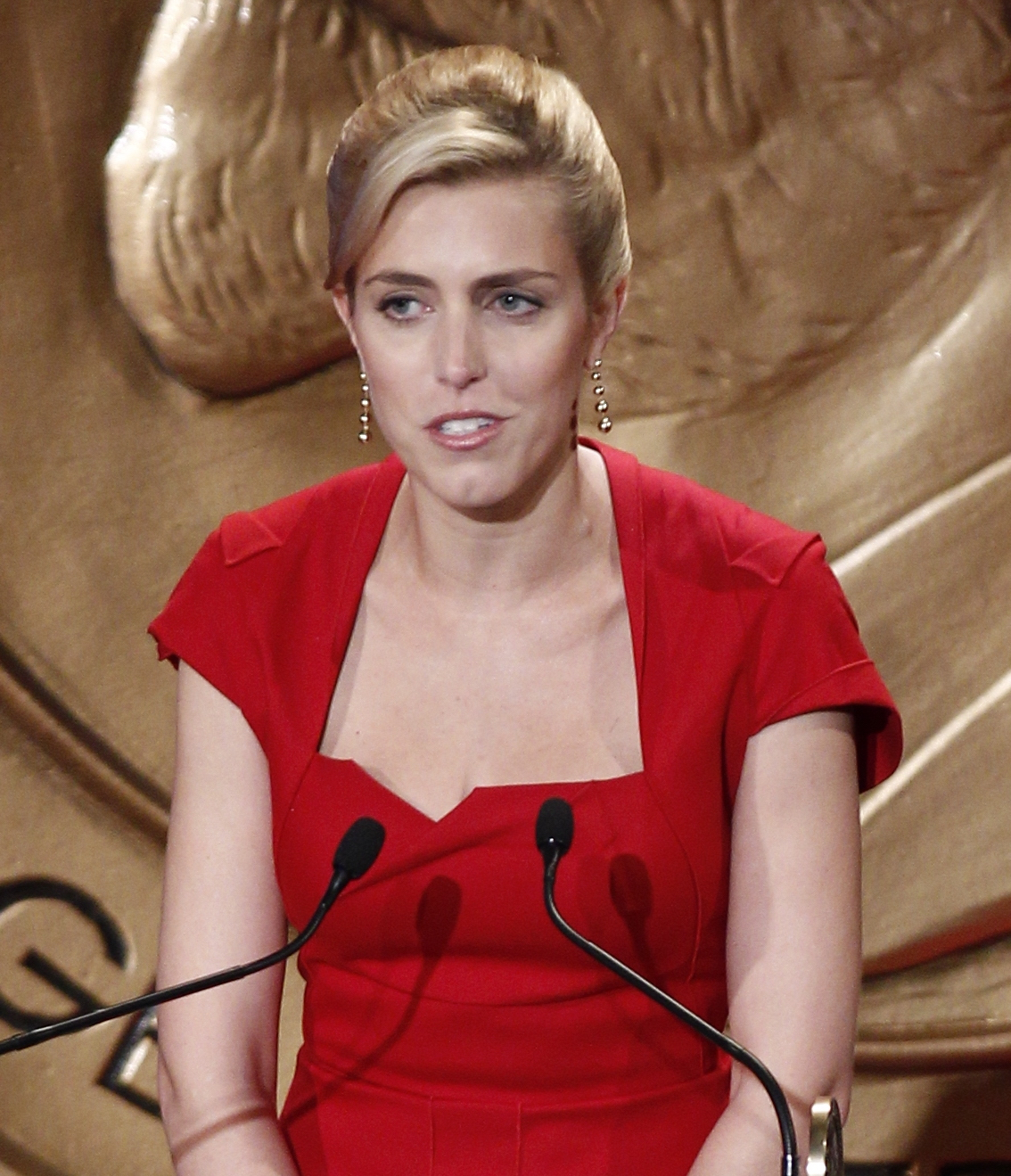
클라리사 워드

클라리사 워드(Clarissa Ward)는 미국의 기자이다. CNN의 기자이며 영국계 미국인이다.